# Rosa L.
Rosa L. è un film del 1986 scritto e diretto da Margarethe von Trotta, incentrato sulla vita della celebre pensatrice e rivoluzionaria marxista Rosa Luxemburg.

## Riconoscimenti
Fu presentato in concorso al 39º Festival di Cannes, dove Barbara Sukowa, per la sua intensa interpretazione della Luxemburg, vinse il premio per la miglior interpretazione femminile.